# 新参者 (小説)
『新参者』（しんざんもの）は、東野圭吾の推理小説である。『このミステリーがすごい!2010』並びに『週刊文春ミステリーベスト10』において1位を記録している。
2010年4月期にTBS系でテレビドラマ化された。

## 概要
『小説現代』（講談社）2004年8月号にて初出。以後5年にわたって9作の短編が同誌に連載された。単行本は2009年9月18日に講談社から刊行され、2013年8月9日に講談社文庫版が発売された。
加賀恭一郎シリーズの第8作目で、本作から加賀の活躍する舞台を日本橋に移した1作目の作品である。各短編が各一章となり、章ごとに代わっていく主人公となる人物の視点を通じて加賀の捜査の意図が明らかとなり、彼が事件に直接関係ない周辺人物の小さな謎を解いていくうち徐々に本来の事件解決が浮かび上がっていく構成となっている。尚、第一章で第四章での出来事について触れるなど、章ごとの時系列は前後している。

### 制作の経緯
『小説現代』の担当者から執筆依頼を受け、生活拠点の一部で好きな町であるという人形町を舞台にした作品を書きたいと東野が了承したことが出発点となった。そして好きな町について伝えるレポーター役として、そして練馬で一つの家庭の謎を解いてきたが、町という広い場所を相手にしたらどうなるのかという興味から加賀を主人公に抜擢した。作品のイメージは、殺人捜査を同心にあたる捜査一課に任せ、岡っ引きの加賀は小さな謎を追う現代版捕物帳であるという。方針が決まった後の6月の暑い頃に担当者と人形町を散策して見出したアイデアを元に「煎餅屋の娘」を発表、その1年後に「料亭の小僧」、それから約半年後「瀬戸物屋の嫁」と発表した。だが、執筆当時は加賀が本来追っている「小伝馬町女性絞殺事件」の全体像を決めずに書き始めており、第三章の「瀬戸物屋の嫁」以降から担当者と被害者の住む小伝馬町を歩き回りながら被害者の女性像を具体的に組み立てたといい、諸事情の2年余りのブランクを経て「時計屋の犬」を執筆したことで制約が生まれ、「洋菓子店の店員」の時点で小伝馬町の事件の全体像が見えてきたと東野は語っている。その後、すぐに事件解決まで描かず、「翻訳家の友」「清掃屋の社長」「民芸品屋の客」事件関係者の心情を加賀が汲み取る話、最終章となる「日本橋の刑事」と描いていった。尚、東野は毎回書く前には担当者と町中を歩き回り、ネタが無いと思った時でも同じ場所を往復する内に必ず新発見があったという。
「煎餅屋の娘」で用いられたトリックは東野が自身の母親に対して行ったものであり、その母親が2004年6月3日に死去し、小説を読まれたら母親にばれるという理由から今まで使われなかったトリックを取り入れ、母親の死後の四十九日頃に「煎餅屋の娘」を発表したという経緯がある。その他、「時計屋の犬」の舞台となる時計屋は、東野の実家の時計屋に基づいて描かれている。そして「日本橋の刑事」は前作『赤い指』を意識して書かれており、東野は「日本橋の新参者である加賀の内側になにがあるのか、読者にぼんやりとでも伝わればいい」と語っている。

## あらすじ
日本橋小伝馬町で一人暮らしの40代の女性が絞殺された。日本橋署に着任したばかりの加賀恭一郎は、自身にとって未知の土地の日本橋を歩き、事件や被害者と何らかの接点を持った家族や店を訪れる。加賀は事件に残されたいくつかの謎の解明のため、その謎に関わった当事者達の様々な想いを一つずつ解きほぐしていき、そしてそれらの解決を通じ絞殺事件そのものの真相にたどり着いていく。

### 各章ストーリー
第一章 煎餅屋の娘
初出：『小説現代』2004年8月号
煎餅屋「あまから」を営む上川家の面々に、2人の捜査一課刑事と加賀が、保険外交員の田倉が昨日何時頃に訪問したか尋ねてくる。田倉は先日発生した小伝馬町の殺人事件の被害者宅を訪ね、「あまから」へ立ち寄り午後6時40分に退社したと犯行当時のアリバイを主張するが、午後6時10分に退社したという証言があることから、田倉の退社後には犯行が可能な30分の空白が生じ、重要容疑者として疑われていた。「あまから」への聞き込みは、田倉の正確な退社時刻を調べるためのものだった。懇意にしている田倉の無実を信じる上川家の面々をよそに、加賀はこの暑い時期にサラリーマンが羽織るスーツに着目し、曖昧なアリバイの真相に気付く。
- 上川菜穂…煎餅屋「あまから」の娘。美容学校に通っている。母が早くに他界し、父と祖母に育てられた。
- 上川聡子…「あまから」を切り盛りする先代の妻で菜穂の祖母。頑固な性格で口煩い。先日まで動脈瘤の手術前に胆管炎による発熱により一時は生死の境をさまよっていた。
- 上川文孝…「あまから」現店主で菜穂の父親。30年前、20年間和菓子屋だった店を煎餅屋に鞍替えしたという。
- 田倉慎一…新都生命保険外交員。江戸っ子気質の約束を守る性格で、菜穂を始めとする上川家に慕われている。

第二章 料亭の小僧
初出：『小説現代』2005年6月号
料亭「まつ矢」の見習いである修平は、加賀と刑事2名から3日前に人形焼を買ったかどうかを尋ねられる。その人形焼は「まつ矢」の主人・泰治から極秘に頼まれて購入したものであり、泰治との秘密を守るため、修平は自分で食べたと主張する。その後、3日前に小伝馬町で発生した殺人事件の被害者宅に人形焼が残されていたことを知った修平は、殺された女性が泰治の愛人ではないかと疑念と不安を抱く。「まつ矢」に一人で食事に訪れた加賀から質問を受けるも、修平は頑なに口を閉ざす。しかし、加賀の真の目的は別のところにあり、現場に残された人形焼には意外な特徴があった。
- 修平…料亭「まつ矢」見習い・給仕役。去年高校を辞めて、父の伝手で「まつ矢」で働き、憧れだった料理人を目指す。
- 頼子…「まつ矢」女将。気が強くさっぱりとした気性の女性。従業員には厳しく、客に修平が見惚れるほどの笑顔でてきぱきと店を切り盛りする。
- 泰治…頼子の夫で「まつ矢」主人。頼子とは対照的に放蕩で、小伝馬町に囲っているという噂の愛人への手土産なのか、修平に何度か人形焼を買うように頼んでいる。
- 克也…修平の2年先輩。修平が「まつ矢」に雇われた今年の春に厨房の手伝いを任された。
- アサミ…銀座のクラブで働く女性。子供がいる。

第三章 瀬戸物屋の嫁
初出：『小説現代』2005年10月号
瀬戸物屋「柳沢商店」を営む柳沢家では、店主の鈴江とその息子・尚哉の嫁である麻紀との間で嫁姑問題が深刻化していた。そんな中、「柳沢商店」に加賀が訪れ、麻紀に小伝馬町の殺人事件被害者・三井峯子について尋ねる。麻紀は1週間前に峯子が商品を注文したと証言するが、尚哉は加賀がなぜ麻紀を以前から知っていたのかと疑問を抱く。その後も加賀は、峯子が刃物専門店「きさみや」でキッチンバサミを購入したことや、柳沢家でもキッチンバサミを調査する。加賀の不可解な捜査は、峯子が自分のものを持っていながらキッチンバサミを購入したことが発端だった。後に、誰かに頼まれて買ったことが判明するが、その相手は麻紀であった。
- 柳沢尚哉…大手ゼネコンのサービスマン。六本木のキャバクラで働いていた麻紀に入れ上げ、結婚にまで漕ぎつけた。仲が悪くなった麻紀と鈴江の板挟みで悩む。
- 柳沢麻紀…尚哉の妻。明るく表情豊かだが、元来気の強い性格。小学生の頃から好きなキティちゃんのタオルを雑巾に使われたことに腹を立て、鈴江と言い争う。
- 柳沢鈴江…尚哉の母で瀬戸物屋「柳沢商店」店主。麻紀に負けじと気の強い性格。歯が弱く、固い食べ物は避けている。現在、小唄の会の人達との伊勢志摩巡りを楽しみにしている。

第四章 時計屋の犬
初出：『小説現代』2008年1月号
加賀は「寺田時計店」を訪れ、主人の寺田玄一に6月10日の午後6時頃に峯子と会った時の状況を尋ねる。その時間、愛犬・ドン吉の散歩をしていた玄一は、峯子と浜町公園で会ったと証言する。しかし後日、加賀は玄一に本当に峯子と浜町公園で会ったのかを再三確認するため、再び店に現れる。浜町公園に集まる他の愛犬家たちの中で玄一の姿は見かけられたものの、峯子を見たという者は一人もいなかった。さらに、峯子がパソコンに誰かの小犬の頭を撫でていたと書き残した文章も発見され、玄一の証言との間に食い違いが生じていた。だが、この矛盾の謎を解く鍵を握っていたのはドン吉だった。
- 寺田玄一…時計屋「寺田時計店」主人。古い時計を修理させたら天下一品といわれる腕を持ち、こだわりも強いが、頑固で喧嘩っ早い性格で周囲と揉め事が絶えない。高校卒業後に自身が反対していた相手と駆け落ちした娘の香苗を許せず、その香苗の話はタブー扱いとなっている。
- 米岡彰文…本章の視点人物。「寺田時計店」の従業員。子供の頃から機械時計が好きだったことから今の職業を志した。寺田家とは親しい付き合いで、玄一の腕を尊敬している一方で彼からのとばっちりはなるべく避けようとする。
- 寺田志摩子…玄一の妻。玄一と同じくらいの大柄な体型のため、彰文には心中で玄一と共に巨漢夫婦と呼ばれている。玄一と違い、娘の香苗には他意はなく、結婚も支持している。

第五章 洋菓子屋の店員
初出：『小説現代』2008年8月号
絶縁状態の父・直弘から、母・峯子が自宅マンションで殺害されたという知らせを受けた劇団員の清瀬弘毅。突然の母の死に大きな衝撃を受けるも、彼の心には母がなぜ自身の住む浅草橋に近い小伝馬町で暮らしていたのかという疑問が広がっていた。その後、峯子が住んでおり、殺害されてしまったマンションに赴いた弘毅は、現場保全を担当する加賀に室内を見せてもらう。そこでも峯子が小伝馬町に移住した理由は判然としなかったが、加賀の話などから、峯子の周囲に妊娠している女性がいるらしいことが推察された。
- 美雪…洋菓子店「クアトロ」の女性店員。2か月前から常連となった峯子から優しく接せられていた。健一という恋人がいる。
- 青山亜美…弘毅の1歳上の恋人。福島出身。デザイナー志望で、喫茶店「黒茶屋」でバイトをしながら専門学校に通っている。弘毅とは観に行ったミュージカルで席が隣同士だったことから知り合う。

第六章 翻訳家の友
初出：『小説現代』2009年2月号
峯子の友人であり、彼女の遺体の第一発見者となった翻訳家の吉岡多美子。犯行は多美子が峯子との待ち合わせ時間を変更してもらった後に行われたため、多美子は峯子の死は自分のせいだと強い罪悪感を抱いていた。さらに、峯子とは仕事の件でわだかまりを残していたことも、彼女の心に暗い影を落としていた。そんな中、多美子の証言を確認に訪れた加賀は、事件当日、峯子に公衆電話から電話をかけた人物を捜査していた。しかし、多美子の婚約者であるコウジにも聞き込みを行った加賀は一つの真実に辿り着き、多美子の心を救済していく。
- 吉岡多美子…翻訳家。峯子の大学時代からの友人で、離婚する前の峯子から家庭の愚痴をよく聞いていた。離婚後も翻訳家として独り立ち出来るまでは仕事を世話することを峯子と約束していたが、自身の婚約で反故にしてしまった経緯もあり、峯子が殺された後に自分が幸せになることに自責の念を感じている。
- コウジ タチバナ…多美子の3歳下の婚約者。元々は日本人だが、父の仕事の都合でロンドンに移住し英国籍を取得した日系英国人。職業は映像クリエイター。1年前に出版関係者達との夜桜の花見の席で多美子と知り合い交際を開始、最近多美子にプロポーズをし、仕事の拠点とするロンドンに来てほしいと申し出る。

第七章 清掃屋の社長
初出：『小説現代』2009年5月号
峯子の元夫であり、清掃会社社長の清瀬直弘は、愛人であると噂される女性・宮本祐理を秘書として雇用していた。加賀はその祐理に対し、直弘から贈られた手作りの指輪やアクセサリーについて質問していた。一方、峯子が小伝馬町に引っ越してきた理由を知り、母親に何もしてやれなかったと痛感した弘毅は、峯子の生活ぶりを知りたいと思い始める。峯子と親しい弁護士の静子や加賀から話を聞くうちに、様々な事情から峯子が離婚時の財産分与以上の金を直弘に請求しようとしていたこと、そして祐理の存在を知った弘毅は、父が祐理との関係を理由に母を殺害したのではないかと疑念を抱く。弘毅は祐理に直弘との関係を問い詰め、加賀は直弘と直接対面する。そこから、直弘と祐理のもう一つの側面が明らかになる。
- 宮本祐理…清掃会社社長である直弘の秘書。以前は直弘の行きつけの銀座のクラブのホステスで、直弘が社長秘書として雇ったことから直弘の愛人と噂されている。直弘からのプレゼントであるアクセサリーと手作りの指輪を着用している。
- 高町静子…「高町法律事務所」弁護士。峯子と直弘の離婚協議の際の峯子側の弁護士。協議後も峯子とはメールでやり取りをしていた。

第八章 民芸品屋の客
初出：『小説現代』2009年6月号
民芸品屋「ほおづき屋」の主人・藤山雅代は、加賀から最近独楽を購入した客がいるかどうかを尋ねられる。さらに後日、独楽を販売したアルバイト店員の菅原美咲を訪ねた加賀が、店の独楽を全て買い取ったことから、購入日が事件発生後であるとはいえ、店の独楽が小伝馬町の事件と関連しているのではないかと雅代は不安を覚える。やがて雅代は、加賀が独楽に注目した意図を察していく。その頃、加賀は上杉と共に、直弘の顧問税理士・岸田の息子夫婦の元にも聞き込みを行っていた。
- 藤山雅代…民芸品屋「ほおづき屋」の店主。伝統工芸品に魅せられ、24年前に実家の呉服店の系列店として「ほおづき屋」を出店した。店の商品の材料は国産で自ら現地に赴いて選んでこだわっている。
- 菅原美咲…「ほおづき屋」のアルバイト店員。1つしか歳が違わないこともあり、「ほおづき屋」と同じ並びにある「あまから」の一人娘である菜穂と仲が良い。
- 岸田玲子…克哉の妻。克哉とは高校時代から5年以上交際歴を重ね、後に克哉と結婚するため計画的に妊娠し結婚に漕ぎつけた。子育ては実家の若い母にも助けて貰い、友人と遊んだり夫とのクレジットカードで買い物を楽しんだりと贅沢している。
- 岸田克哉…要作の息子。建設コンサルタントの会社で経理部として勤務している。
- 岸田翔太…5歳。克哉と玲子の息子。要作の孫。
- 佐川徹…約20年前から玩具屋を営んでいる男性。

第九章 日本橋の刑事
初出：『小説現代』2009年7月号。最終章となるこの章では、これまでの章で点として描かれた謎や事項が線として繋がり、上杉の視点から事件解決までの流れが描かれる。
捜査一課の上杉博史は当初、峯子殺害事件の犯人特定は困難であると予想していた。しかし、いくつかの謎と事件の関連性の有無、そして犯人の目星となりうる手がかりが判明していく捜査の過程で、加賀の助力を知らない上杉は疑問を抱いていた。そんな中、直弘と祐理の関係を調査する任務についた上杉は、同行しようとする加賀と協力して捜査を進めることになる。そして二人は、加賀が関心を示す方向へと捜査を進めることで、真犯人に迫っていく。だが、犯人には自身の殺害動機以上に隠蔽したい秘密が存在した。

## 登場人物
加賀恭一郎
警視庁日本橋署刑事 警部補。
練馬署から日本橋に異動となったばかりの所謂“新参者”で、赴任してから間もなく峯子殺害事件で捜査一課の案内役としてはたまた単身で捜査に加わる。
前作までは黒いスーツで身を包むことが多かったのに対し、本作ではシャツの上に半袖シャツのラフな格好で出回っているが、それも聞き込み先で相手を不安にさせないための彼なりの配慮がある。
本作では捜査一課にいた彼が、ある事件の裁判で、被疑者の情状酌量を訴えたことで遺族側の抗議を受けたため、所轄に異動となったことが明かされる。
三井峯子
事件の被害者。45歳。小伝馬町で一人暮らしを始めたばかりの時に被害に遭う。
離婚前は弘毅の良き母親として家事に尽くしながらも、大学英文科卒で若い頃はイギリス留学を夢見ていたこともあり内心では社会に出る事への憧れを燻らせていた。
弘毅が家を出てからその後半年前に離婚を申し出て、離婚後は友人の多美子を頼りながら駆け出しの翻訳家として生計を立てていた。
清瀬弘毅
第五章・第七章の視点人物。峯子の息子。小劇団所属の役者。
大学1年の頃に現在所属する劇団の芝居を見て、2年前に両親の反対を押し切り大学を中退して演劇の道を志した。恋人の青山亜美の住む浅草橋のアパートで同棲している。
峯子が電話で友人に話した「妊娠は誤算だった」の言葉が心に棘として刺さっており、（今では一時の倦怠感だと認識しながらも）それから母親の世話にならないようにしてきた。
清瀬直弘
第七章の視点人物。峯子の元夫。清掃会社社長。
カラオケスナックのバイトから便利屋の仕事を経て、30代で清掃会社を立ち上げてから一代で会社を成長させてきた経営手腕を持った典型的な仕事人間。だが家庭を顧みなかったことから夫婦仲は冷め切り離婚に至り、息子の弘毅とも折り合いが悪い。
行きつけのクラブのホステスだった宮本祐理を秘書として雇っており、彼女とは愛人関係にあると噂される。
岸田要作
「岸田税理士事務所」の税理士兼所長。
家族は息子の克哉とその妻玲子、孫の翔太がいる。直弘に「ハンガーにスーツを掛けているように見える」と称される程痩せた体躯の男性。直弘の大学時代の1年後輩で、直弘の起業時から直弘の会社の財務全般を引き受けるようになり、そこから直弘とは27年来の付き合いがある。ただ、直弘が祐理を秘書に置いていることには否定的で、苦言を呈している。
上杉博史
第九章の視点人物。警視庁捜査一課刑事。
峯子の事件翌日には直弘と弘毅への聞き込みにあたっている。飄々としている上にあまりにラフな格好の加賀を良く思わなかったが、ある目的を以って自らと関わろうとする加賀と組んで捜査することになり、その慧眼と刑事としての姿勢を理解するようになる。
息子が無免許運転の末に交通事故で死亡しており、それ以前に息子の違反を揉み消したことに後悔の念を抱いている。それ故か自分一人で成長したような態度の弘毅を「まだ大人ではない」と蔑視している。

## 書籍情報
- 単行本：2009年9月18日発売[1]、 講談社、ISBN 978-4-06-215771-1
- 文庫本：2013年8月9日発売[2]、講談社文庫、ISBN 978-4-06-277628-8

## テレビドラマ
2010年4月18日から6月20日まで毎週日曜日21時 - 21時54分に、TBS系の「日曜劇場」枠で放送された。主演は阿部寛で、以降テレビドラマと映画で続編が制作された（詳細は加賀恭一郎シリーズ#シリーズ一覧を参照）。

### キャスト

#### 主要人物
加賀恭一郎〈39〉 - 阿部寛
本作の主人公。日本橋署に異動してきた刑事。細身で長身。
鋭い洞察力の持ち主で、「ちなみに～」と一見すると関係ないような何気ない質問を相手に投げ掛け、相手の嘘や辻褄の合わない疑問を見つけては問い詰めていき、何気ない些細な返答から事件や相手の背景を読み解いていく。
そのようにして複雑に入り組んだ謎を紐解くことでいくつもの難事件を解決に導いてきた刑事。
また、事件関係者を突然訪ねては気付かないうちに背後にいたり、気付かれない位置で見つめていたりと神出鬼没なため大抵は驚かれる。
人の心を読む鍛練になるからと大学時代に茶道部に所属しており、現在の捜査に生かされている。また、剣道の実力者でもあり、全日本学生チャンピオンだった過去をもつ。
青山亜美〈25〉 - 黒木メイサ
人形町のタウン誌「ドールタウン」編集部記者で、加賀とは大学の後輩。
加賀と同じ茶道部出身で、加賀が日本橋署に異動したことで偶然の再会を果たす。
とある偶然から事件の関係者となり、加賀と関わることになる。
清瀬弘毅〈22〉 - 向井理
劇団あたけの劇団員。
演劇に魅せられ大学を中退し、現在は浅草橋で恋人と同棲生活を送っている。
清瀬直弘と三井峯子の息子。家族とは絶縁状態で、現住所も知らせていない。母親の死に強い衝撃を受ける。
松宮脩平〈26〉- 溝端淳平
警視庁捜査一課殺人班刑事の若手キャリア。
今回の殺人事件で加賀と共に捜査にあたる、性格は正義感が人一倍強く負けず嫌いなところがあり、事件関係者と言い合いになることも。
実は加賀の従兄弟にあたり、所轄の加賀の上司という立場上、加賀に指示を出そうとするが、頭の上がらない加賀の勝手に振り回されている。
小嶋一道〈44〉 - 木村祐一
警視庁捜査一課殺人班主任。
今回の事件の指揮を取る、松宮の上司。回りから見れば妻に頭が上がらない夫のようだが、本人は愛妻家のつもりのようであり、トイレでたびたび会う加賀と松宮にその片鱗を見せている。
上杉博史〈55〉 - 泉谷しげる
警視庁捜査一課殺人班刑事。
今回の事件の捜査にあたるベテラン刑事。
岸田要作〈60〉 - 笹野高史
税理士で岸田税理事務所所長。
清瀬直弘の大学の先輩で、直弘の会社「清瀬ビルサービス」の財務全般を引き受けている。
三井峯子〈45〉 - 原田美枝子
被害者。
何不自由ない結婚生活を解消し、清瀬直弘と離婚。新しい人生のために翻訳家を目指す。これまで縁もゆかりもなかった日本橋小伝馬町に引っ越して一人暮らしを始めるが、何者かによって殺害される。
清瀬直弘〈53〉 - 三浦友和
清掃会社「清瀬ビルサービス」の社長。
一代で清掃会社を興して成功させたやり手だが、仕事人間で家族を省みなかったことで、妻・三井峯子、息子・清瀬弘毅とも家を出てしまい家族崩壊させてしまった。

#### 人形町の人々
公式サイトでは第○話となっているが、放送時は第○章と表記されている。★は公式サイト該当話に掲載されている登場人物。演者右の（）は他の出演章数。

##### 第一章「煎餅屋の娘」
田倉慎一 - 香川照之（最終章）★
新都生命保険の営業マン。
上川聡子の担当をしていて、上川家の信頼も厚い。
上川菜穂 - 杏 ★
上川文隆の娘で美容師。
ヘアメイクコンテストで優勝し、パリへの研修留学が決まっているが、祖母の聡子からは優勝したヘアスタイルを「とりの巣」とバカにされては口喧嘩をする。
上川聡子〈65〉- 市原悦子 ★
煎餅屋「あまから」の主人・上川文孝の母親で、菜穂の祖母。
体調を崩して入院していたが最近になり退院。退院したばかりなのに、さっそくバリバリ働いており菜穂を心配させる。チャキチャキとした下町気質の女性で、思った事をすぐに口にしてしまう為、菜穂とはよく口喧嘩を繰り広げる。
上川文孝〈45〉 - 小林隆 ★
上川聡子の息子で、「あまから」の主人。菜穂の父。気弱で聡子と菜穂の2人には頭が上がらない様子。
亀田誠一 - 津田寛治
亀田人形工房の主人。
亀田貴子 - 麻生祐未
亀田誠一の妻。
亀田誠一の母親 - 内海桂子
刑事 - 阿南健治
日本橋署の加賀恭一郎の同僚。
前橋京子 - 松本あゆ美
新都生命のOL。

##### 第二章「料亭の小僧」
枝川頼子〈43〉 - 夏川結衣 (1) ★
料亭「まつ矢」の女将で、枝川泰治の妻。
佐々木修平〈17〉 - 石黒英雄 (1) ★
料亭「まつ矢」で、一番年下の板前見習い。
枝川泰治〈45〉 - 寺島進 (1) ★
料亭「まつ矢」の主人で枝川頼子の夫。

##### 第三章「瀬戸物屋の嫁」
柳沢鈴江〈65〉 - 倍賞美津子 (2) ★
瀬戸物屋「柳沢商店」のあるじ。柳沢尚哉の母、柳沢麻紀の姑。
柳沢尚哉〈35〉 - 大倉孝二 (2) ★
麻紀の夫。瀬戸物屋は継がずに会社員をしている。
柳沢麻紀〈24〉 - 柴本幸 (1 - 2, 6) ★
半年前に柳沢商店に嫁いできたばかりで、ハローキティの大ファン。
サンリオショップの店員 - 小倉優子
鋏「うぶけや」の店主 - 前川清

##### 第四章「時計屋の犬」
アサミ - 宮地真緒 (2, 4, 8）★
キャバクラ「Aphrodita」のホステス。
三井峯子と同じマンションに住んでいる。
沢村香苗 - 波瑠 ★
寺田玄一・志摩子夫婦の娘。
寺田玄一〈65〉 - 原田芳雄 (1 - 3）★
寺田時計店の主人。頑固な職人。
米岡彰文〈40〉 - 恵俊彰 ★
寺田玄一の弟子で寺田時計店の授業員。玄一の腕に惚れ込んでいる。
寺田志摩子 - 松本じゅん ★
玄一の妻。
沢村秀幸 - 心之助 (SQUAREHOOD) ★
沢村香苗の夫。
ドン吉 ★
寺田時計店の飼い犬。

##### 第五章「洋菓子屋の店員」
北村美雪〈29〉- 紺野まひる（1 - 3, 5 - 7, 最終章）★
洋菓子店「Patisserie Quattro（パティスリー・クアトロ）」の店員。現在妊娠中。
三井峯子がクアトロによく通っていた。
藤原真知子〈45〉 - 綾戸智恵 ★
三井峯子の友人。最近まで海外に行っていた。
カフェ「黒茶屋」のマスター - 八代英輝

##### 第六章「翻訳家の友」
コウジ・タチバナ - 谷原章介 ★
日系イギリス人の人気映像作家。吉岡多美子の婚約者。
雑誌「LICHT」の編集長 - 峰竜太
吉岡多美子 - 草刈民代 (1 - 4, 7) ★
三井峯子の親友。翻訳家。

##### 第七章「刑事の息子」
宮本祐理〈29〉- マイコ（1 - 3, 6 - 最終章）★
清瀬直弘社長の秘書
上杉和博 - 早乙女太一（7, 最終章）★
上杉博史刑事の息子。享年16歳。
制服警官 - 村松利史
3年前に無免許運転した上杉和博を逮捕した。

##### 第八章「清掃会社の社長」
清瀬直弘（青年期） - 和田正人
戸紀子にプロポーズするがフラれる。
戸紀子 - 吉井怜 ★
スナックの雇われママで宮本祐理の母親。

##### 第九章「民芸品店の客」
岸田克哉〈27〉 - 速水もこみち（8, 最終章）★
岸田要作の息子。学生時代、三井峯子に家庭教師をしてもらっていた。
岸田玲子〈25〉 - ちすん（最終章）★
克哉の妻。
岸田翔太〈6〉 - 中西龍雅（最終章）★
克哉・玲子の息子。
ラジオのアナウンサー - 江藤愛（TBSアナウンサー）
峯子が殺された翌日に岸田克哉がポルシェを運転中に聞くTBSラジオ（AM954）で、事件を伝えるアナウンサー。

##### 最終章「人形町の刑事」
佐川 - みのもんた
小間物屋「ちどり屋」の主人。

##### その他
菅原美咲 - 小泉深雪（1 - 2, 5, 9 - 最終章）
工芸店「ほおづき屋」の店員。
望月綾名 - 橋本真実（1 - 2, 4, 7, 9 - 最終章）
青山亜美の同僚で、人形町のタウン誌「ドールタウン」編集部記者。
奈々 - 沢木ルカ
たい焼き屋「銀のあん」の看板娘。
常に行列ができている店で、加賀恭一郎はその理由を知りたく頻繁に通うが、何かしらの理由（売り切れや仕事が入るなど）でたい焼きが買えない。奈々はそのつど加賀をからかっている。
篠塚祐 - 柏原収史（2, 5, 最終章）
劇団あたけの演出家。
中村 - コッセこういち
警視庁捜査一課刑事。
川口 - 下総源太朗
警視庁捜査一課刑事。

### スタッフ
数字は担当した章で、無しは全章を担当。
- 企画 - 那須田淳
- 脚本 - 牧野圭祐・真野勝成
- 音楽 - 菅野祐悟
- 演出 - 山室大輔・平野俊一・韓哲・石井康晴
- 主題歌 - 山下達郎 「街物語（まちものがたり）」（ワーナーミュージック・ジャパン）
- シナリオ協力 - 櫻井武晴
- 音楽プロデューサー - 志田博英
- テクニカルディレクター - 浅野太朗
- 撮影 - 高柳知之・田中浩一・重地渉 (10)
- 映像 - 竹若章・二階堂隼 (10)
- 照明 - 鋤野雅彦 (1 - 3, 6 - 10)・鈴木博文 (4 - 5, 10)・遠藤和俊 (10)・木村郁恵 (10)
- 音声 - 中山大輔 (1 - 2, 5 - 6, 10）・下山田淳 (3 - 4, 8 - 10)・猪狩香菜 (10)・土屋年弘 (10)
- 美術 - 大西孝紀
- 美術デザイン - 大木壮史
- 美術制作 - 高橋宏明・金子靖明 (10)
- 装置 - 秋山雷太
- 大道具 - 下原直樹
- 装飾 - 上原一晃・藤田明伸 (10)・山本直樹 (10)・佐藤雄介 (10)
- 電飾 - 今村知之
- 建具 - 宇野景治郎
- 植木 - 石灰未展
- 生花 - 遠山徹
- 車両 - 広田顕司・齋藤順一・菊池信弘・原紹一郎
- 編集 - 山田宏司・白澤淳 (10)・宮村礼子 (10)
- 音響効果 - 山口将史
- 選曲 - 稲川壮
- MA - 脇田結花
- CG - 木村健二・井田久美子 (10)・稲生諭 (10)
- 衣装 - 岩本起法子・武居守一 (1 - 2, 10)・金順華 (10)
- スタイリスト - 土屋詩童・東野邦子（1-5、10話）・成子美穂（6-10話）
- メイク - 藤井裕子・小泉尚子、坂本登美 (1)・山内聖子 (2)・上木原智恵美 (10)
- 持道具 - 長井紗耶香 (1 - 2)・小沢友香 (3 - 5, 10)・宮崎里絵 (6 - 10)
- 特殊メイク - 松井祐一
- 音楽コーディネーター - 溝口大悟
- 撮影協力 - 人形町商店街共同組合 / 甘酒横丁商店会
- 協力 - 緑山スタジオシティ・日音・ブル・アックス・AVC・東通ほか
- 特別協力 - 三井物産・講談社
- 医療監修 - 今井寛
- 料理指導 - 柳原尚之 (2)
- 時計指導 - 千葉祝郎 (4)
- 警察指導 - 高瀬清 (10)
- 清掃指導 - 便利屋センターオリーブクラブ (4)・千葉将和 (10)
- スタントコーディネイター - 辻井啓伺・森崎えいじ
- 編成 - 高橋正尚
- インターネット担当 - 佐藤英子 (1 - 2, 4, 6, 8, 10)・大泉絵里子 (3, 5, 7, 9 - 10)
- ライセンス - 中谷弥生・柳岡舞子 (2 - 10)
- 番組宣伝 - 嵯峨一考
- 広告宣伝 – 青木玲奈
- スチール - 下平知子
- モバイル – 高山美咲・原由香里 (10)
- 演出補 - 高津泰行・池田克彦・酒見顕守・春本雄二郎・丸尾奈緒美・安藤一貴・河瀬晋悟
- 制作担当 - 横原誠
- 制作主任 – 松井嚆矢・清藤唯靖
- 制作進行 - 篠崎泰輔・中田美央
- 制作助手 - 佐藤拓也・内田久美子
- デスク - 藤田順子 (10)
- 記録 - 河野恵 (1 - 2, 5, 9 - 10)・根本純 (3 - 4, 7, 10)・森川麻衣 (6, 8, 10)
- プロデューサー - 伊與田英徳・中井芳彦
- プロデューサー補 - 髙野英治・齋藤彩奈 (10)
- 製作著作 - TBS

### 製作
全体並びに各章毎のあらすじや、登場人物の基本設定等は概ね原作を踏襲するが、オリジナル要素を加え、ドラマ独自の展開を取り入れている。本作では青山亜美を物語で重要な役を果たす記者として設定を変更し、原作未登場の加賀の従弟・松宮修平を登場させている。他にも加賀もまた、質問の意図を聞かれたときに返す「ちなみに聞いてみただけです」の常套句が決め台詞となっている。
構成面では各章毎に視点人物が変わり、一つの章で別の章と同じ時間軸の場面があった原作とは異なり、時系列は章の順番通りに進んでいき、加賀と警察側の視点で描くことで、各章における疑問点やそれを捜査する理由を序盤にて提示される構成となる。そして加賀が訪問先で自ら解き明かした謎の真相については、原作では加賀は特定の人物にだけ伝え、謎と関わりのある当事者達をそれとなくフォローしていったが、ドラマでは関係者のほぼ全員に明かされており、真実を知った当事者達の間で様々な事情が解決されていく人情ドラマとして描写されている。また清瀬親子と上杉や彼らに纏わる出来事の扱いも異なっており、第五章での上杉の清瀬親子への聞き込みや峯子の葬儀までの流れなどが加賀の捜査と並行して描かれており、特に第七章の中心人物となる直弘を本作オリジナルの章となる第七章・刑事の息子から最終章までクローズアップしている。また原作第九章で加賀と大きく絡んでいた上杉は、ドラマ版では単独で被害者家族周辺の捜査を集中的に担当し、弘毅を侮蔑していた原作とは異なり彼を気に掛けている。
他にもタイトル前に各章毎の容疑者を指で摘まもうとする動作を取る加賀、加賀と松宮及びドラマオリジナルキャラとなる小嶋のトイレでの掛け合いや加賀がたい焼き屋「銀のあん」のたい焼きを買うため行列に並ぶ様子がお決まりのシーンとして描かれており、中でもその「銀のあん」のシーンでは加賀はたい焼き屋の行列の謎を知りたいという好奇心と、並んで買わないとたい焼きの美味さはわからないという拘りから人に薦められてもあえて行列に並んでいるが、売り切れになったり、買えそうな状況下でもやむを得ない事情で列を離れて買えずじまいとなるのがお約束となっている。

### 放送日程
公式サイトでは第○話となっているが、放送時は第○章と表記されている。
| 章                                                          | 放送日  | サブタイトル（ラテ欄）                         | サブタイトル （公式サイト・放送時） | 原作           | 演出     | 視聴率 |
| ----------------------------------------------------------- | ------- | ---------------------------------------------- | ----------------------------------- | -------------- | -------- | ------ |
| 第一章                                                      | 4月18日 | 東野圭吾VS阿部寛! 泣けるNo.1ミステリー感動巨編 | 煎餅屋の娘                          | 煎餅屋の娘     | 山室大輔 | 21.0%  |
| 第二章                                                      | 4月25日 | 人形焼VS阿部寛!〜女将の涙                      | 料亭の小僧                          | 料亭の小僧     | 平野俊一 | 15.1%  |
| 第三章                                                      | 5月02日 | 東野圭吾VS阿部寛〜女の執念                     | 瀬戸物屋の嫁                        | 瀬戸物屋の嫁   | 韓哲     | 13.3%  |
| 第四章                                                      | 5月09日 | 時間トリック…恋人の嘘                          | 時計屋の犬                          | 時計屋の犬     | 山室大輔 | 14.7%  |
| 第五章                                                      | 5月16日 | 重要参考人は息子の恋人                         | 洋菓子屋の店員                      | 洋菓子屋の店員 | 平野俊一 | 12.9%  |
| 第六章                                                      | 5月23日 | 疑惑の友                                       | 翻訳家の友                          | 翻訳家の友     | 韓哲     | 14.1%  |
| 第七章                                                      | 5月30日 | 刑事の嘘                                       | 刑事の息子                          | -              | 石井康晴 | 12.8%  |
| 第八章                                                      | 6月06日 | 共犯者                                         | 清掃会社の社長                      | 清掃屋の社長   | 山室大輔 | 12.7%  |
| 第九章                                                      | 6月13日 | 犯人の告白逮捕〜涙の訳                         | 民芸品店の客                        | 民芸品屋の客   | 平野俊一 | 14.7%  |
| 最終章                                                      | 6月20日 | さらば加賀! 感動の最終回                       | 人形町の刑事                        | 日本橋の刑事   | 山室大輔 | 18.0%  |
| 平均視聴率 15.2%（視聴率は関東地区・ビデオリサーチ社調べ）. |         |                                                |                                     |                |          |        |

- 第一章は21時 - 22時14分までの20分拡大放送。
- 最終章は21時 - 22時9分までの15分拡大放送。
- 同枠では2007年の『華麗なる一族』以来の初回視聴率20%超えを記録した。

### 関連商品
CD
- TBS系 日曜劇場 新参者 オリジナル･サウンドトラック（Anchor Records、2010年6月9日発売、規格品番 UZCL-2003）

DVD
- 新参者 DVD−BOX（TCエンタテインメント、2010年10月6日発売、規格品番 TCED-886）

その他
- 2010年4月16日から6月30日までドラマプロデュースのオリジナルたい焼「下町の香り 薄皮醤油」が発売された。

| TBS系 日曜劇場                           | TBS系 日曜劇場                     | TBS系 日曜劇場                               |
| 前番組                                   | 番組名                             | 次番組                                       |
| ---------------------------------------- | ---------------------------------- | -------------------------------------------- |
| 特上カバチ!! （2010年1月17日 - 3月21日） | 新参者 （2010年4月18日 - 6月20日） | GM〜踊れドクター （2010年7月18日 - 9月19日） |